# 吉村証子
吉村 証子（よしむら あかしこ、1925年(大正14年)7月3日 - 1979年(昭和54年)4月23日）は、日本の科学史家、児童科学読物作家、科学読物研究家。
農政学者・小出満二（こいで　まんじ）の双子の次女として福岡に生まれ、その後、東京に移った。1947年に津田塾専門学校（現：津田塾大学）理科１期生として物理化学科を卒業、1951年に東京大学理学部地球物理学科を卒業。普連土学園、神田女学園で講師をしながら平凡社の『理科事典』『科学技術史年表』の編集・執筆に当たる。1955年弁護士・吉村節也と結婚。1956年津田塾大学講師となり亡くなるまで科学史を教える。1967年日本子どもの本研究会を設立、副会長。1968年自宅で「科学読物を読む会」を開催、科学読物研究会を作る。吉村証子記念会は、1981年から96年まで吉村証子記念日本科学読物賞を授与していた。墓所は多磨霊園。

## 著書
- 『ほいくえんのひっこし』田代三善絵 ポプラ社 しゃかいの絵本、1971
- 『ちずあそび』帆足次郎絵 岩崎書店 知識の絵本、1975
- 『子どものための科学の本』いづみ書房 くさぶえ文庫、1977
- 『ナミの海をかえして』津田櫓冬絵 岩崎書店 岩崎幼年文庫、1980

共著
- 『天気図をつくろう』河嶋正共著 高田藤三郎絵 岩波書店 算数と理科の本、1979

### 翻訳
- ローズ・ワイラー、ジェラルド・エイムズ『たしかめてみよう』福音館の科学シリーズ、1969
- リン.M.オーセン『数学史のなかの女性たち 八人の女性数学者とその生涯』牛島道子共訳 文化放送開発センター出版部、1977 のち法政大学出版局

## 参考
- 『日本児童文学大事典』
- 吉村証子を偲ぶ会編『すべての子どもに科学を：吉村証子を語る』吉村証子を偲ぶ会、1980。